# Durek Verrett
Durek Verrett (rozený Derek David Verrett; * 17. listopadu 1974 Sacramento) je americký konspirační teoretik, odsouzený zločinec, alternativní terapeut a samozvaný šaman praktikující neošamanismus. Média a další pozorovatelé ho často označují za podvodníka a konspiračního teoretika.
Verrett nedokončil střední školu a tvrdí, že byl tanečníkem, modelem, televizní osobností, básníkem a choreografem. Propaguje různé neošamanistické praktiky spojené s hnutím New Age. Ve své knize Spirit Hacking prosazuje několik pseudovědeckých názorů. Tvrdí například, že náhodný sex přitahuje podzemní duchy, kteří zanechávají stopu uvnitř vagíny ženy, a nabízí cvičení na „vyčištění“ těchto vagín; píše, že děti dostávají rakovinu, protože ji samy chtějí; a naznačuje, že chemoterapie nefunguje a lékaři ji pacientům předepisují pouze proto, aby na ní vydělali. Propaguje konspirační teorii o reptiliánech a prohlašuje, že se sám považuje za reptiliána. Také tvrdí, že technologie 5G je součástí spiknutí „těch, kdo zotročují planetu.“ Dále uvádí, že věděl o útocích z 11. září dva roky předtím, než k nim došlo, ale rozhodl se nezasáhnout. Verrett byl obviněn z manipulace se svou fanouškovskou základnou na sociálních sítích a kritici označují jeho kariéru influencera za podvod.
Verrett dříve otevřeně žil jako gay a byl ve vztahu se svým snoubencem Hankem Greenbergem. Greenberg a další lidé ho obvinili z domácího násilí, manipulativního chování a vedení kultu, zatímco jeho matka Veruschka Urquhart zpochybnila mnoho jeho tvrzení o minulosti a označila ho za „manipulativního“ a „nebezpečného.“ V roce 2024 Verrett čelil obviněním ze sexuálního napadení od svého bývalého zástupce Joakima Boströma. V listopadu 2024 norská média zveřejnila nahrávky, na kterých Verrett přiznává sexuální napadení a prohlašuje, že během šamanských sezení „sál klientům penis,“ přičemž tvrdí, že jeho manželka, princezna Marta Louisa Norská, o všem věděla. V té době byl již ženatý s princeznou, která se sama označuje za jasnovidku a je členkou širší norské královské rodiny.
Vztah Verretta a Marty Luisy je široce kritizován norskými médii i veřejností. Kauzy kolem Verretta a aféra Mariuse Borga Høibyho jsou považovány za hlavní důvody „decimace reputace norské královské rodiny,“ což vedlo k intenzivnější debatě o budoucnosti monarchie. Verrett nadále zůstává americkým občanem a rezidentem a nemá žádné formální spojení s norskou královskou rodinou.

## Pozadí

### Nejbližší rodina
Verrett vyrůstal ve městě Foster City v oblasti San Francisco Bay Area v Kalifornii a v roce 2014 si legálně změnil jméno na Durek Verrett. Jeho rodiče se rozvedli v dubnu 1977, když mu byly dva roky. Když mu byly tři roky, jeho otec se oženil s jeho nevlastní matkou Geraldine Roy (1943–2009).
V několika rozhovorech v roce 2019, včetně rozhovoru pro Vanity Fair, Verrett tvrdil, že jeho otec byl bohatý architekt „s vlastním letadlem a domácími služebníky.“ Několik Verrettových příbuzných tato tvrzení popřelo, včetně jeho tety, zpěvačky Shirley Verrett, která uvedla, že jeho otec byl středostavovský stavební podnikatel, jenž dvakrát zbankrotoval, a jeho nevlastní matka byla pracovnicí zákaznického servisu letecké společnosti Alaska Airlines. Údaje ze sčítání lidu v USA ukazují, že čtvrť, ve které Verrett vyrůstal, byla v té době považována za nižší střední třídu.
Verrettovi předkové byli otroky v oblasti New Orleansu nejméně od počátku 19. století a v této oblasti se také narodil jeho otec. V polovině 20. století se Verrettovi prarodiče přestěhovali se svými dětmi do Kalifornie. Verrett tvrdí, že jeho matka, Sheilah G. Farmer (* 1943), která používá pseudonym Veruschka Urquhart, má norské a západoindické kořeny, přičemž ji někdy popisuje také jako osobu původem z indiánského kmene, a dokonce tvrdil, že byla „běloška.“ Rovněž uváděl různé informace o původu svého otce, Davida Benjamina Verretta (1929–2017), někdy tvrdil, že byl afrického a haitského původu, jindy ho popisoval jako „černošského indiána z kmene Černých noh.“
V několika rozhovorech v letech 2022 a 2023 Verrettova matka popsala svého syna jako „vlezlého“, „manipulativního“, „nebezpečného“ a „náchylného ke lhaní“ a uvedla, že s ním již není v kontaktu. Také Verrettova sestra Demi DeLaNuit varovala veřejnost před svým bratrem a uvedla, že vyhrožoval jí, jejich matce a její dceři.

### Původ
Verrett uvádí, že nejdůležitější postavou v jeho šamanské kariéře je žena jménem „Mamal“, kterou označuje za svou prababičku a duchovní průvodkyni. Tvrdí, že „byla mocnou léčitelkou z Ghany, kde sloužila svému kmeni,“ a že „utekla z Afriky na počátku 19. století, když její kmen napadli Nizozemci.“ Nicméně záznamy ze sčítání lidu v USA ukazují, že Eugenie „Mamal“ Morel nebyla z Afriky – narodila se v roce 1862 v New Orleansu v Louisianě, kde se narodili i oba její rodiče. Navíc byla Verrettovou praprababičkou, nikoli prababičkou.
V rozhovoru z roku 2009 Verrett tvrdil, že se „narodil do rodové linie haitského voodoo a domorodé norské medicíny.“ Jeho teta Shirley Verrett však ve své autobiografii tato tvrzení vyvrací. Popisuje rod Verrettových jako přísně katolický a adventistický (Církev adventistů sedmého dne) a o praktikách, jako je voodoo, píše, že je rodina „silně odsuzovala jako negativní umění.“
Na svých webových stránkách v letech 2011 až 2020 Verrett tvrdil, že je šamanem třetí generace. Od roku 2020 však své tvrzení změnil a začal se označovat za šamana šesté generace. V roce 2023 jeho matka uvedla v rozhovoru, že v jejich rodině žádná šamanská linie neexistuje a že si Verrett tyto příběhy vymyslel, aby podpořil svou kariéru.

## Kariéra
Verrett na začátku své kariéry pracoval jako model a objevoval se ve vystoupeních v televizních pořadech. Vanity Fair napsal o Verrettovi, že je to bisexuál.
Verrettova webová stránka říká, že šamanské učení „není nesmysl“. Verrett tvrdí, že demystifikuje spiritualitu tím, že ji činí dosažitelnou a srozumitelnou nejen pro laiky, ale i pro duchovně vyspělejší a všechny mezi tím. Verrett uvádí, že jeho „skutečným posláním je přinést starodávnou praxi šamanismu k co nejvíce lidem a pomáhat lidem „pochopit se“ kultivací lásky a přijetí sebe a druhých.“
Verrett tvrdí, že byl duchovně zasvěcen Američankou, která si říká „Princezna Susana von Radic Chorvatská“, což je smyšlený titul.

## Vztah s Martou Louisou
Verrettův vztah s princeznou Martou Louisou Norskou byl veřejností důkladně zkoumán a mnoho Norů vyjádřilo svůj nesouhlas a označilo Verretta za „šarlatána“. Jak Verrett, tak princezna Marta reagovali na toto negativní vnímání otevřeně a veřejně skrz veřejné informační kanály.
V Norsku čelil silné kritice a norskými médii a dalšími kritiky byl popisován jako podvodník. Marta Louisa a Verrett zorganizovali semináře s názvem "Princezna a šaman", které byly také široce kritizovány.
V roce 2019 měla v Norsku vyjít jeho kniha Spirit Hacking, ale vydavatel Cappelen Damm knihu týden před plánovaným vydáním zrušil. Později ji vydalo malé nakladatelství. V knize Verrett navrhuje, že pacienti s rakovinou jsou léčeni pomocí chemoterapie, protože lékaři na ní vydělávají, spíše než aby pacientovi pomáhali. Píše také, že nezávazný sex přitahuje podzemní duchy, kteří se otiskují na vnitřek ženských vagín a prodává cvičení na „vyčištění“. Hlavní noviny Dagbladet popsaly knihu jako „blábolení šíleného muže“ a Verdens Gang o knize řekl, že jsou to „nesmysly, odpadky a špinavé řeči.“
Podle výzkumníka extremismu Johna Færsetha Verrett propagoval svou vlastní variantu reptiliánské konspirační teorie, kterou obhajoval David Icke.

## Publikované práce
- Spirit Hacking: Shamanic Keys to Reclaim Your Personal Power, Transform Yourself, and Light Up the World. [s.l.]: St. Martin's Essentials, 2019. 320 s. ISBN 978-1250217103. (anglicky)[68]